# Wacław Czerwiński
Wacław Czerwiński (ur. 16 listopada 1900 w Czortkowie, zm. 17 czerwca 1988 w Toronto) – polski konstruktor lotniczy, pilot, jeden z prekursorów polskiego szybownictwa.
Sławę zyskał jako twórca wielu polskich szybowców przedwojennych m.in. Salamandra (1936), WWS-2 Żaba (1938), WWS-3 Delfin, oraz we współpracy: PWS-33 Wyżeł i PWS-101.
W 1928 roku w Warsztatach Szybowcowych ZASPL skonstruował CW-I, na którym został wykonany pierwszy w Polsce lot żaglowy przez Szczepana Grzeszczyka w okolicach Złoczowa. W 1929 roku powstały jednoosobowe CW-II, CW-III, dwumiejscowy CW-IV, oraz wspólnie z konstruktorem Władysławem Jaworskim zaprojektowali jednomiejscowe szybowce CWJ, CWJ bis Skaut, CWJ-2. W dalszych latach powstały szybowce CW-5 bis, akrobacyjny CW-7 i szkolny CW-8.  
W 1930 roku przeszedł przeszkolenie szybowcowe podczas trzeciej wyprawy Związku Awiatycznego Studentów Politechniki Lwowskiej na Bezmiechową. Był młodszym asystentem przy docenturze statystyki i konstrukcji Politechniki Lwowskiej.
W 1935 roku wycofał swój udział z Warsztatów Szybowcowych ZASPL i przeniósł się do Wojskowych Warsztatów Szybowcowych w Krakowie. Tu skonstruował szybowce WWS-1 Salamandra, WWS-2 Żaba i WWS-3 Delfin.
We wrześniu 1939 roku przedostał się z żoną do Francji, gdzie pracował w fabryce samolotów w Tuluzie. Następnie znalazł się w Anglii gdzie wszedł w skład Polskiej Grupy Technicznej, gdzie brał udział w opracowaniu projektów wstępnych szybowców transportowych czterech wielkości, których jednak nie zostały zakwalifikowane do produkcji.
W 1941 roku wyjechał do Kanady, gdzie rozpoczął pracę w zakładach lotniczych De Havilland Aircraft of Canada w Toronto. W 1942 roku przeniósł się do zakładów lotniczych Canadian Wooden Aircraft, gdzie objął stanowisko głównego inżyniera. W 1942 roku odtworzył dokumentację szybowców Salamandra i Żaba, które zostały zbudowane pod oznaczeniami DH Sparrow i CWA Wren oraz opracował dalsze rozwinięcie Salamandry pod oznaczeniem CWA Robin. Wraz z prof. B.S. Shenstonem zaprojektował dwa szybowce: treningowy Loudon i dwumiejscowy Harbinger, zbudowane w pojedynczych egzemplarzach. Zajmował się też problematyką konstruowania mięśniolotów. Za konstrukcje szybowców Kanadyjskie Stowarzyszenie Szybowcowe nadało mu w 1951 roku specjalny dyplom i godność członka honorowego.
W 1946 roku rozpoczął pracę w zakładach Avro Canada, gdzie był najpierw kierownikiem grupy w biurze technicznym, później samodzielnym konstruktorem, a w końcu szefem biura projektów wstępnych. Pracując w tych zakładach do 1959 roku, uczestniczył w konstruowaniu takich samolotów kanadyjskich jak: Avro Canada C-102 Jetliner, Avro Canada CF-100 Canuck i myśliwiec dalekiego zasięgu Avro Canada CF-105 Arrow, a także doświadczalnego ”latającego spodka” - Avro Canada VZ-9-AV Avrocar.
Kolejnym miejscem jego pracy, na stanowisku kierownika biura projektów Sekcji Aerodynamiki Ponaddźwiękowej, była Narodowa Rada Badań w Ottawie. Pracował tam do 1966 roku, kiedy to został wykładowcą specjalnym jako inżynier-badacz w Instytucie Studiów Aero i Astronautyki Uniwersytetu w Toronto. Zajmował się między innymi projektowaniem wyposażenia laboratoryjnego do prowadzenia badań aerodynamicznych w zakresie prędkości ponaddźwiękowych.
Przechodząc w 1969 roku na emeryturę nie zaprzestał pracy naukowo-badawczej i na pół etatu związał się z wytwórnią konstrukcji aluminiowych DAF-INDAL Corp. Jako konsultant w dziedzinie projektowania turbin powietrznych i studiów nad zagadnieniami związanymi z lądowaniem śmigłowców na statkach pływających.
Wacław Czerwiński był autorem podręczników do budowy amatorskiej szybowców.  Wydane podręczniki to: Opis budowy szybowca szkolnego typu CWJ (1932), Opis budowy szybowca szkolnego (1937). Podręczniki posłużyły do budowy szybowców przez Koła Lotnicze Ligi Obrony Powietrznej i Przeciwgazowej. Wacław Czerwiński zajmował się także malarstwem artystycznym. Swe obrazy prezentował na wielu wystawach. Zaprojektował również witraże nad głównym ołtarzem kościoła St. Hyacinth w Ottawie.
Zmarł 17 czerwca 1988 roku w Toronto i tam też został pochowany.

## Ordery i odznaczenia
- Złoty Krzyż Zasługi (1935)[4]
- Srebrny Krzyż Zasługi (9 listopada 1932)[5]

## Opracowane konstrukcje
| Lp | Nazwa                                            | Data | Typ                               |
| -- | ------------------------------------------------ | ---- | --------------------------------- |
| 1  | CW-I                                             | 1928 | szybowiec                         |
| 2  | CW-II                                            | 1929 | szybowiec przejściowy             |
| 3  | CW-III                                           | 1929 | szybowiec szkolny                 |
| 4  | CW-IV                                            | 1930 | szybowiec wyczynowy               |
| 5  | CWJ                                              | 1931 | szybowiec szkolny                 |
| 6  | ITS-II (CWJ-2)                                   | 1932 | szybowiec treningowy              |
| 7  | CWJ bis Skaut                                    | 1933 | szybowiec szkolny i przejściowy   |
| 8  | CW-5 bis (WOS, WOS-37)                           | 1933 | szybowiec wyczynowy               |
| 9  | CW-7                                             | 1934 | szybowiec akrobacyjny             |
| 10 | CW-8                                             | 1934 | szybowiec szkolny, motoszybowiec  |
| 11 | WWS-1 Salamandra                                 | 1936 | szybowiec treningowy              |
| 12 | WWS-2 Żaba                                       | 1937 | szybowiec szkolny                 |
| 13 | WWS-3 Delfin                                     | 1937 | szybowiec treningowy              |
| 14 | WWS Tryton                                       | 1938 | projekt szybowca transportowego   |
| 15 | PWS-101                                          | 1938 | szybowiec wysokowyczynowy         |
| 16 | PWS-33 Wyżeł                                     | 1938 | samolot treningowy                |
| 17 | PWS-41                                           | 1939 | projekt samolotu szkolno-bojowego |
| 18 | PWS-102 Rekin                                    | 1939 | szybowiec wysokowyczynowy         |
| 19 | PWS-103                                          | 1939 | szybowiec wysokowyczynowy         |
| 20 | Szybowiec transportowy nr 1 / nr 2 / nr 3 / nr 4 | 1940 | projekty szybowców transportowych |
| 21 | DH Sparrow                                       | 1942 | szybowiec treningowy              |
| 22 | CWA Wren                                         | 1942 | szybowiec szkolny                 |
| 23 | CWA Robin                                        | 1944 | szybowiec treningowy              |
| 24 | Czerwiński-Shenstone (UTG-1) Loudon              | 1949 | szybowiec treningowy              |
| 25 | Czerwiński-Shenstone Harbinger                   | 1958 | szybowiec treningowy              |